# Nikjup
Nikjup (bułg. Никюп) – wieś w Bułgarii, w obwodzie Wielkie Tyrnowo, w gminie Wielkie Tyrnowo. W 2024 roku liczyła 378 mieszkańców.

## Osoby związane z miejscowością

### Urodzeni
- Stanczo Czołakow (1900–1981) – bułgarski polityk, dziennikarz i nauczyciel